# 三投斯將軍市
三投斯將軍市，菲律賓華人译作山道示将军市（闽南语白話字：San-tō-sī Chiong-kun-chhī），简称将军市，是菲律宾南哥打巴托省的一座城市，面積约492.86平方公里 。市内建有三投斯將軍國際機場。